# Antoni Karmany i Mestres
Antoni Karmany i Mestres (Sant Joan, 21 de gener de 1934) va ser un ciclista mallorquí, professional entre els anys 1956 i 1966, durant els quals va aconseguir 51 victòries.
El seu terreny preferit era el de la muntanya, com ho demostren els tres títols consecutius de la classificació de la muntanya de la Volta Ciclista a Espanya, el 1960, 1961 i 1962, a més de ser segon el 1963 i tercer el 1959. En aquesta cursa guanyà tres etapes. També guanyà la Volta a Catalunya de 1962, així com diverses etapes en aquesta mateixa cursa.
L'any 2008, el govern balear reté un homenatge als millors ciclistes de les Illes Balears de tots els temps, on inclogué Karmany.

## Palmarès
- 1956
  - Campió de les Balears
  - 1r del Circuit d'Inca
- 1957
  -  Campió d'Espanya per equips comercials
  - 1r del Circuit d'Avilés
  - 1r del Circuit de Gernika
  - 1r del Circuit de Larrabezua
  - 1r del Circuit de Ligada
  - 1r del Circuit d'Ortuella
  - 1r del Gran Premi de Mugika
  - 1r del Circuit de San Salvador del Valle
  - 1r del Circuit de Villabona
  - Vencedor d'una etapa a la Volta a Llevant i primer del Gran Premi de la Muntanya
- 1958
  - 1r del Gran Premi de Primavera a Amorebieta
  - 1r del Circuit de Gernika
  - 1r del Circuit de Bilbao
  - 1r del Circuit de San Domingo
  - Vencedor d'una etapa del Gran Premi de Sant Joan
- 1959
  - 1r del Circuit d'Azua
  - 1r del Circuit de Sant Llorenç
  - 1r a Osca
  - Vencedor de 2 etapes de la Volta a Catalunya i del Gran Premi de la Muntanya
  - Vencedor d'una etapa de la Volta a Espanya
- 1960
  - 1r a la Pujada al Naranco
  - Vencedor d'una etapa de la Volta a Espanya. 1r del Gran Premi de la Muntanya
  - Vencedor d'una etapa a la Volta a Catalunya
- 1961
  - 1r a la Pujada a Urkiola
  - 1r a la Bicicleta Eibarresa
  - Vencedor d'una etapa de la Volta a Espanya. 1r del Gran Premi de la Muntanya
  - Vencedor d'una etapa a la Volta a Catalunya
  - Vencedor d'una etapa a la Volta a Llevant
- 1962
  -  1r de la Volta a Catalunya i vencedor d'una etapa
  - 1r del Gran Premi de la Muntanya de la Volta a Espanya
  - 1r del Gran Premi de Palma
  - 1r del Circuit de Villabona
  - Vencedor d'una etapa a la Bicicleta Eibarresa i del Gran Premi de la Muntanya
- 1963
  - 1r a la Pujada al Naranco
  - 1r del Circuit de Porto Cristo
  - 1r del Circuit de Sant Llorenç
  - Vencedor d'una etapa a la Volta a Catalunya
  - Vencedor d'una etapa a la Bicicleta Eibarresa
- 1965
  - 1r del Gran Premi d'Algaida
  - 1r del Circuit de Manacor
  - Vencedor d'una etapa de la Volta a Mallorca. 1r del Gran Premi de la Muntanya
  - Vencedor d'una etapa a la Volta a Andalusia

### Resultats al Tour de França
- 1960. Abandona (17a etapa)
- 1963. 54è de la classificació general

### Resultats a la Volta a Espanya
- 1957. Abandona
- 1958. Abandona
- 1959. 22è de la classificació general. Vencedor d'una etapa
- 1960. 4t de la classificació general. Vencedor d'una etapa. 1r del Gran Premi de la Muntanya
- 1961. 8è de la classificació general. Vencedor d'una etapa. 1r del Gran Premi de la Muntanya
- 1962. 21è de la classificació general. 1r del Gran Premi de la Muntanya
- 1963. 14è de la classificació general
- 1964. 15è de la classificació general
- 1965. Abandona